# Minas-Texas
Minas-Texas é um filme brasileiro de 1989, do gênero aventura, dirigido e roteirizado por Carlos Alberto Prates Correia.

## Sinopse
Nos anos 50, a mitologia dos astros e estrelas de Hollywood dominava a imaginação popular e incendiava os corações de adultos e crianças. Num período de trinta e tantos anos tudo mudou em nossas terras, como o Texas depois do petróleo. Só uma coisa resiste à passagem do tempo: a fantasia romântica de Januária pelo peão de rodeio Roy, imagem de herói americano como que saída da tela.
No "flash-back" que ocupa a maior parte do filme, conta-se como a bela e desejada donzela foge no altar ao destino do marido imposto pelos pais, forma um bando próprio para lutar contra a quadrilha a serviço do noivo e torna-se fazendeira e mulher de quatro homens enquanto espera o amado que nunca chega.

## Elenco
- Andréa Beltrão (Januária)
- José Dumont (Roy Pereira)
- Tony Ramos (Amorim)
- Alvaro Freire (General)
- Saulo Laranjeira (Augustão)
- Wilson Grey (Tony Abreu)
- Aída Leiner (Bel)
- Tino Gomes (Amantino)
- Paulo Rogério (Mexicano)
- Nelson Dantas (Seu Correia)
- Maria Sílvia (Aida)
- Carlos Kroeber (Dr. Rodrigo)
- Elke Maravilha (Sá Generosa da Luz)
- Carlos Wilson (Padre)
- Marina Queiroz (Lia)
- Tavinho Moura (Johnny Mack Bronha)
- Participação especial de Antonio Rodrigues

## Prêmios
- Festival de Brasília de 1989 - Troféu Candango de Melhor Roteiro (Carlos Alberto Prates Correia)
- Festival de Brasília de 1989 - Troféu Candango de Melhor Ator
- Festival de Brasília de 1989 - Troféu Candango de Melhor Atriz
- Festival de Brasília de 1989 - Troféu Candango de Melhor Atriz Coadjuvante
- Festival de Brasília de 1989 - Troféu Candango de Melhor Fotografia
- Festival de Brasília de 1989 - Troféu Candango de Melhor Música
- Fest-Rio 89 - Prêmio Pierre Kast